# Nowogród
Nowogród è un comune urbano-rurale polacco del distretto di Łomża, nel voivodato della Podlachia.
Ricopre una superficie di 100,98 km² e nel 2004 contava 3 974 abitanti.